# Miami United
Miami United is een Amerikaanse voetbalclub uit Miami. De club werd in 2012 opgericht en debuteerde in 2013 in de National Premier Soccer League. Het thuisstadion van Miami United is het North Miami Athletic Stadium.